# CAME Dosson Calcio a 5 2019-2020
La voce raccoglie i dati riguardanti la CAME Dosson Calcio a 5, squadra di calcio a 5 militante in serie A, nelle competizioni ufficiali del 2019-2020.

## Trasferimenti

### Sessione estiva
| Giacomo Azzoni    | Meta Catania   |
| Fabio Tondi       | Sandro Abate   |
| Gabriele Ugherani | Lido di Ostia  |
| Alessio Trovato   | Active Network |
| Juan Fran         | Barcellona     |

| Erick Bellomo     | Atletico Nervesa |
| Cainan De Matos   | Valdepeñas       |
| Cristiano Fusari  | C.M.B.           |
| Luca Morassi      | Maccan Prata     |
| Alvise Rosso      | Altamarca        |
| Michel Sviercoski | Atletico Cassano |
| Altre operazioni  |                  |
| Riccardo Ditano   | Sedico           |

### Sessione invernale
| Daniel Ramos | Viseu 2001 |

| Fabio Tondi     | Real Rieti |
| Alessio Trovato | Prato      |

## Prima squadra
| N° | Naz.                           | Ruolo | Sportivo            | Anno       |  |  |
| -- | ------------------------------ | ----- | ------------------- | ---------- |  |  |
| 1  | Italia (bandiera)              | POR   | Lorenzo Pietrangelo | 24.06.1995 |  |  |
| 2  | Argentina (bandiera)           | DIF   | Pablo Belsito       | 29.03.1986 |  |  |
| 8  | Italia (bandiera)              | LAT   | Gabriele Ugherani   | 21.11.1994 |  |  |
| 9  | Italia (bandiera)              | PIV   | Alessandro Giuliato | 08.02.1999 |  |  |
| 10 | Spagna (bandiera)              | PIV   | Juan Fran           | 24.11.1999 |  |  |
| 12 | Italia (bandiera)              | PIV   | Arlan Pablo Vieira  | 03.07.1990 |  |  |
| 15 | Italia (bandiera)              | UNI   | Edgar Bertoni       | 24.07.1981 |  |  |
| 17 | Brasile (bandiera)             | DIF   | Igor                | 10.01.1994 |  |  |
| 19 | Italia (bandiera)              | LAT   | Giacomo Azzoni      | 20.02.1995 |  |  |
| 20 | Brasile (bandiera)             | LAT   | Thiago Grippi       | 09.07.1988 |  |  |
| 21 | Brasile (bandiera)             | LAT   | Murilo Schiochet    | 09.01.1993 |  |  |
| 22 | Italia (bandiera)              | POR   | Fabio Tondi         | 24.11.1993 |  |  |
| 22 | Italia (bandiera)              | POR   | Riccardo Ditano     | 01.10.1998 |  |  |
| 23 | Italia (bandiera)              | LAT   | Alessio Trovato     | 07.01.1993 |  |  |
| 25 | Italia (bandiera)              | POR   | Gabriele Azzalin    | 27.01.1997 |  |  |
| 99 | São Tomé e Príncipe (bandiera) | LAT   | Daniel Ramos        | 30.03.1988 |  |  |

## Under-19
| N° | Naz.              | Ruolo | Sportivo         | Anno       |  |  |
| -- | ----------------- | ----- | ---------------- | ---------- |  |  |
| 4  | Italia (bandiera) | LAT   | Gabriele Bacchin | 08.10.2002 |  |  |
| 5  | Italia (bandiera) | LAT   | Luca Anselmi     | 24.04.2002 |  |  |
| 7  | Italia (bandiera) | LAT   | Lorenzo Coghetto | 23.12.2002 |  |  |
| 11 | Italia (bandiera) | LAT   | Harshith Bonotto | 13.10.2002 |  |  |
| 98 | Italia (bandiera) | LAT   | Samuele Fiorotto | 17.10.2002 |  |  |
| 98 | Italia (bandiera) | LAT   | Luca Messina     | 30.04.2002 |  |  |
| 99 | Italia (bandiera) | LAT   | Andrea Vecchiato | 06.11.2001 |  |  |